# Toyo (reine)
Pour les articles homonymes, voir Toyo.
Toyo (台与) est la deuxième reine du Japon au IIIe siècle qui gouverna sur le royaume de Yamatai. Elle était, selon le Livre des Wei et d'autres sources traditionnelles, la successeure de la reine Himiko.

## Biographie
Toyo est issue de la famille de Himiko, autre reine de Yamatai. Les informations obtenues de sources chinoises et de découvertes archéologiques et ethnologiques ont conduit les chercheurs japonais à conclure que Toyo était la nièce d'Himiko. Himiko et Toyo étaient des femmes chamanes et cette souveraineté avait un caractère à la fois politique et religieux. Toyo l'héritière d'Himiko a acquis un grand pouvoir politique à un très jeune âge. 
Après la mort d'Himiko, un homme prit le pouvoir à Yamatai en tant que dirigeant. Cependant, la guerre a rapidement englouti le système politique. Le conseil dirigeant s'est réuni et a décidé de mettre une autre femme sur le trône. L'élue fut Toyo, une jeune fille de seulement 13 ans, qui réussit à rétablir la paix dans son gouvernement en suivant la même ligne politique adoptée par la reine Himiko.
Le Livre des Wei décrit la mort d'Himiko et l'ascension de Toyo dans les termes suivants :
« Quand Himiko mourut, un grand monticule fut élevé, de plus de cent pas de diamètre. Plus d'une centaine de serviteurs, hommes et femmes, l'ont suivie jusqu'à la tombe. Alors un roi fut placé sur le trône, mais le peuple ne voulut pas lui obéir. Des assassinats et des meurtres suivirent ; plus de mille furent ainsi tués. Une parente d'Himiko nommée Iyo [壹與], une fille de treize ans, fut [alors] faite reine et l'ordre fut rétabli. (Zhang) Zheng (張政) (un ambassadeur de Wei), a publié une proclamation selon laquelle Iyo était le dirigeant. » (tr. Tsunoda 1951 : 16)
Toyo a continué ou rétabli les relations tributaires entre Wa et Wei ; des fonctionnaires de Wei figuraient parmi ses conseillers et elle envoya une ambassade de vingt personnes, dirigée par son grand intendant Isako, pour accompagner certains de ces fonctionnaires chinois[Qui ?] en Chine.